# Nebo jazanensis
Espèce
Nebo jazanensis est une espèce de scorpions de la famille des Diplocentridae.

## Distribution
Cette espèce est endémique de la province de Jizan en Arabie saoudite. Elle se rencontre vers Al Dayer.

## Description
Les mâles mesurent de 77,20 à 98,20 mm et les femelles de 85,20 à 104,55 mm.

## Systématique et taxinomie
Cette espèce a été décrite par Abu Afifeh, Aloufi, Al-Saraireh et Amr en 2023.

## Étymologie
Son nom d'espèce, composé de jazan et du suffixe latin -ensis, « qui vit dans, qui habite », lui a été donné en référence au lieu de sa découverte, la province de Jizan.

## Publication originale
- Abu Afifeh, Aloufi, Al-Saraireh & Amr, 2023 : « Revision of the Genus Nebo (Simon, 1878) in Saudi Arabia with a Description of a New Species from the Jazan Province (Scorpiones: Diplocentridae). » Jordan Journal of Natural History, vol. 10, no 1, p. 40-56.